# Philippe (fils d'Antigone)
Pour les articles homonymes, voir Philippe.
Philippe (en grec ancien Φίλιππος / Philippos) est le fils cadet d'Antigone le Borgne et de Stratonice, et le frère de Démétrios Poliorcète.
Il semble avoir suivi son père et son frère dans leurs campagnes militaires durant les guerres des Diadoques. En 310 av. J.-C., il est chargé de réprimer la rébellion de Phénix de Ténédos en Phrygie hellespontique et de reprendre possession des cités de l'Hellespont. Il meurt en 306 au moment où Antigone part pour son expédition contre Ptolémée.